# Симферопол
Симферопол (на руски: Симферополь; на украински: Сімферополь) е столица на Автономна република Крим (в състава на Украйна).
Името на града Симферопол (на гръцки: Συμφερουπολη) означава в превод от гръцки „град на ползата“ (букв.: Ползоград). Наименованието му на кримскотатарски език е Акмесджит (Aqmescit – „бялата джамия“, от aq – бял, mescit – джамия).

## География
Разположен е на р. Салгир в центъра на Кримския полуостров. Населението на града към 1 януари 2012 година е 335 582 души.

## История
За официална година на основаването на Симферопол се приема 1784 г., макар някои историци да оспорват това. Първите поселения на територията на сегашния град са се появили още в праисторически времена. Най-известното поселение от древните предшественици на града е Неапол Скитски – столица на късната скитска държава, възникнала около III век до н.е. и вероятно разрушена от готите в III век. Развалините на Неапол се намират днес в района на Петровското възвишение на левия бряг на р. Салгир. По време на ранното Средновековие на територията на Симферопол не е съществувало голямо градско поселение. Днес етничеси българи живеят основно в градовете – в Симферопол, Судак и Коктебел.

## Образование
- Таврически национален университет „Владимир Вернадски“